# Musca elatior
Musca elatior är en tvåvingeart som beskrevs av Villeneuve 1937. Musca elatior ingår i släktet Musca och familjen husflugor. Inga underarter finns listade i Catalogue of Life.